# The Curse of the Antichrist – Live in Agony
The Curse of The Antichrist – Live In Agony je 3. koncertní nahrávka německé thrash metalové kapely Destruction. Dvojalbum bylo vydáno k oslavě 25. výročí od založení kapely. Nahrávka je složena z vystoupení na festivalu ve Wackenu a koncertu v Tokyu. Původně měla obsahovat ještě záznam z koncertu v Los Angeles, ale ten byl ztracen při poškození disku, který ho obsahoval.

## Seznam skladeb

### CD1
1. The Butcher Strikes Back – 4:11
2. Curse the Gods – 5:54
3. Nailed to the Cross – 3:48
4. Mad Butcher – 4:22
5. The Alliance of Hellhoundz – 6:42
6. D.evolution – 5:50
7. Eternal Ban – 3:30
8. U.rge (the Greed of Gain) – 4:39
9. Thrash 'Til Death – 5:06
10. Metal Discharge – 4:24

### CD2
1. The Damned – 2:02
2. Cracked Brain – 1:58
3. Soul Collector – 4:39
4. Death Trap – 2:14
5. Unconscious Ruins – 3:25
6. Life Without Sense – 7:22
7. V.icious Circle – The 7 Deadly Sins – 4:56
8. Antichrist – 2:52
9. Reject Emotions – 2:27
10. Thrash 'Til Death (Three Drumkits Wacken Inferno) – 6:37
11. Total Desaster – 4:12
12. Bestial Invasion – 6:49

## Sestava

### Kapela
- Marcel 'Schmier' Schirmer – zpěv, baskytara
- Michael 'Mike' Sifringer – kytara
- Marc Reign – bicí, doprovodný zpěv

### Hosté
- Harry Wilkens – kytara ve skladbách 5 (CD1), 11 a 12 (CD2)
- Bobby 'Blitz' Ellsworth – zpěv ve skladbě 5 (CD1)
- Peter 'Peavy' Wagner – zpěv ve skladbě 5 (CD1)
- Oddleif Stensland – zpěv ve skladbě 5 (CD1)
- Tom Angelripper – zpěv ve skladbě 5 (CD1)
- Olly Kaiser – bicí ve skladbách 8, 9, 10 a 12 (CD2)
- Sven Vormann – bicí ve skladbách 8, 9, 10 a 12 (CD2)
- Tommy Sandmann – zpěv ve skladbách 11 a 12 (CD2)